# Долін Георгій Прокопович
Долін Георгій Прокопович (рос. Долин Георгий Прокопьевич; 17 лютого 1862 — 23 лютого 1918, Севастополь) — архітектор Севастополя.

## Біографія
Навчався у Владикавказькому реальному училищі та у Санкт-Петербурському інституті цивільних інженерів.
Працював у 1890–1910-х роках архітектором Севастопольського градоначальства. При проєктуванні дотримувався модернізованих форм класицизму й ампіру. Керував будівництвом низки житлових і громадських споруд. Серед реалізованих проєктів — генеральний план Севастополя (1910, співавтор, з Вейзеном), Народний театр на Базарній площі (1897), храм Святого Миколая в Інкерманському монастирі (1905, обидва не збереглися), поштамт (1914, вул. Морська, № 21). Брав участь в увіковіченні подій Севастопольської оборони 1854–55, збудував пам'ятник Чорноріченському бою, пам'ятники у вигляді скель з необроблених діоритових брил на місці 1-го та 2-го бастіонів, обеліск з фонтаном на місці 3-го бастіону, обеліск на місці люнета Бєлкіна (усі — у співавторстві, 1904–06).
Убитий за нез'ясованих обставин у 1918 році.

## Галерея

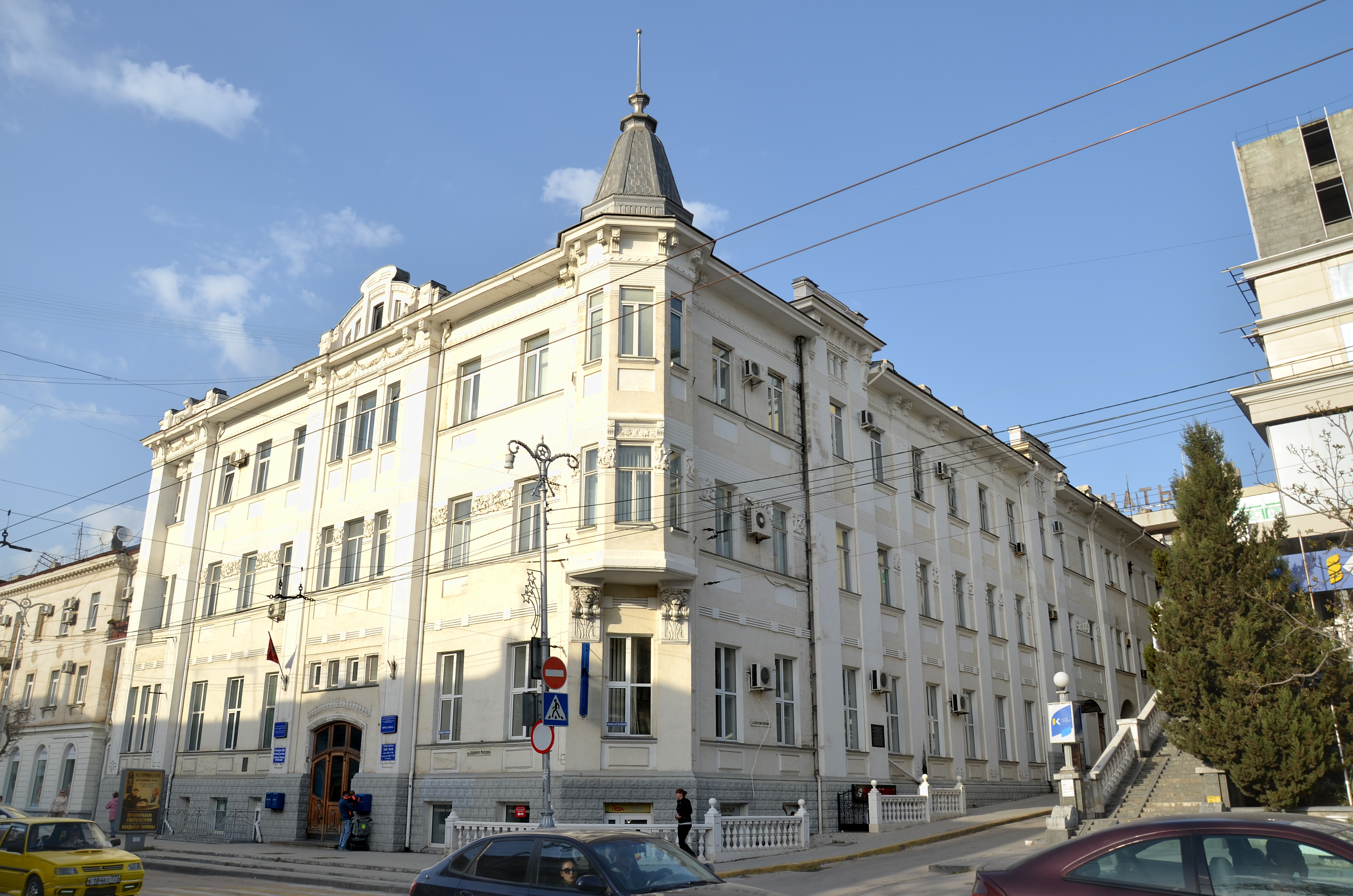
Головпоштампт Севастополя за проектом Г. П. Долина, 1914 рік
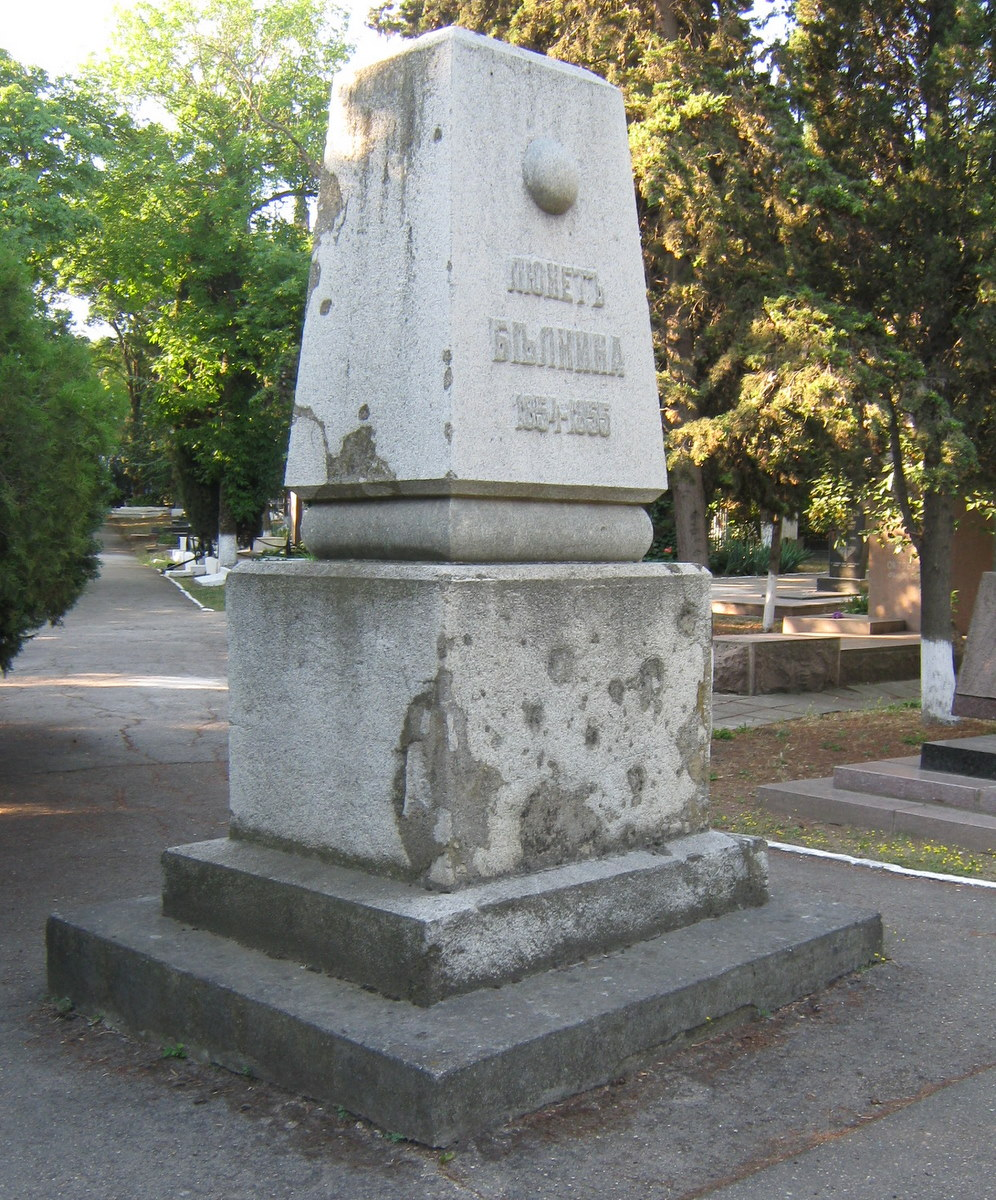
Пам'ятник воїнам люнету Бєлкіна
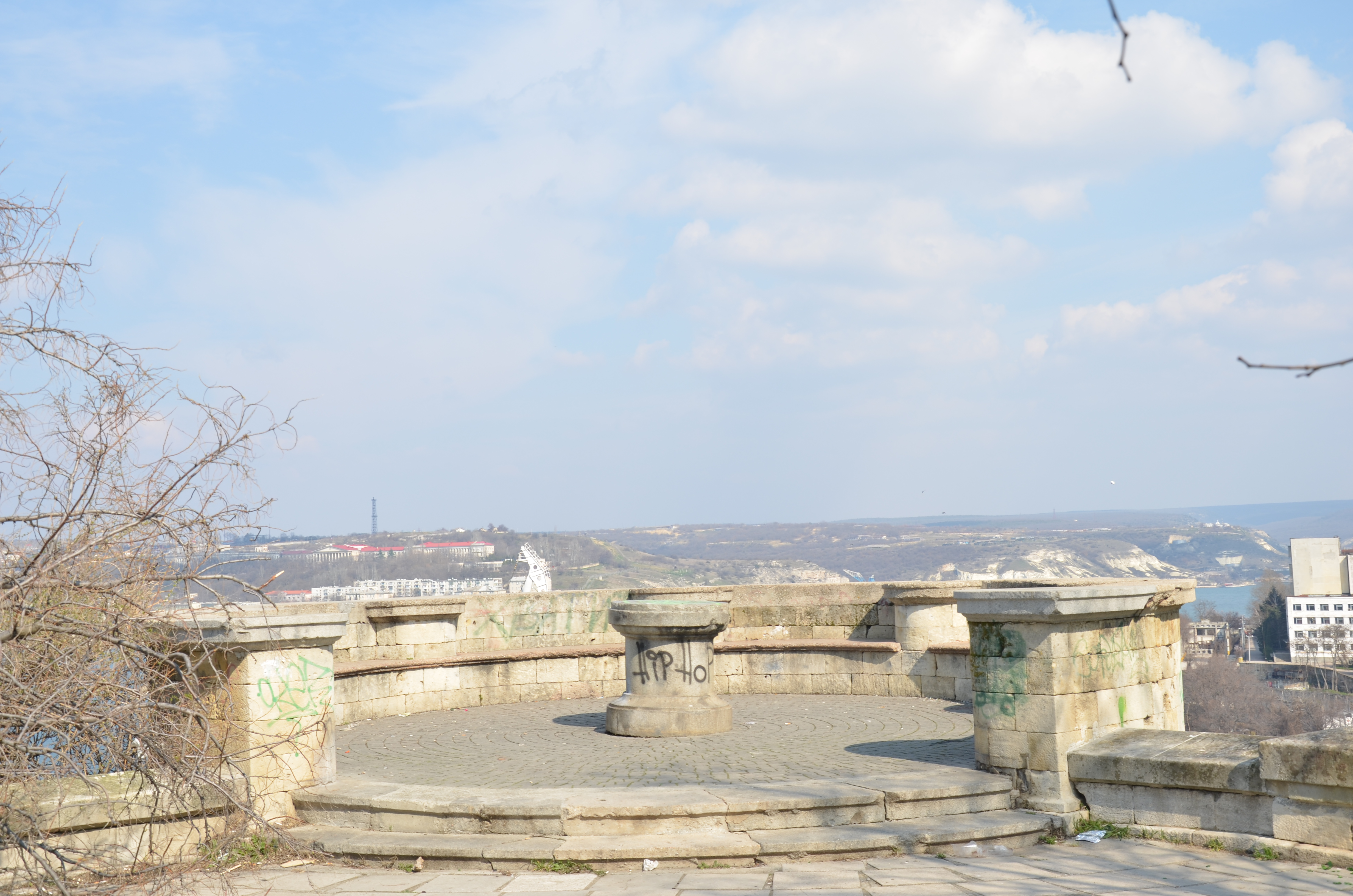
Ротонда на території першого бастіону